# Град герой (СССР)
 Тази статия е за съветските градове герои.  За гръцките вижте Град герой (Гърция).  
„Град герой“ (на руски: город-герой) е почетно звание, дадено на 12 града в СССР, след Втората световна война. Към тях е прибавена и Брестката крепост (обявена за „крепост герой“) по време на Втората световна война за проявен героизъм при отбраната ѝ.
Званието е съпроводено с Орден „Ленин“, медал „Златна звезда“ и грамота от Върховния Съвет на СССР.

## Градове герои
- Москва (днес в  Русия) – от 8 май 1965
- Ленинград (днес се казва  Санкт Петербург) – от 8 май 1965
- Сталинград (днес се казва  Волгоград) – от 8 май 1965
- Киев (днес в  Украйна) – от 8 май 1965
- Одеса (днес в  Украйна) – от 8 май 1965
- Севастопол (днес окупиран от  Русия) – от 8 май 1965
- Брестка крепост (крепост герой, която днес е в  Беларус) – от 8 май 1965
- Новоросийск (днес в  Русия) – от 14 септември 1973
- Керч (днес окупиран от  Русия) – от 14 септември 1973
- Минск (днес в  Беларус) – от 26 юни 1974
- Тула (днес в  Русия) – от 7 декември 1976
- Мурманск (днес в  Русия) – от 6 май 1985
- Смоленск (днес в  Русия) – от 6 май 1985

## Москва
През 1941 г. в предградията на Москва силите на Вермахта претърпяват една от най-големите загуби в началото на Втората световна война.
Бързото напредване на група армии „Център“ през лятото на 1941 г. им дава възможността с лекота да достигат до столицата, но там през есента срещат силен отпор от защитниците на града. В късния ноември на 1941 година, градът е притиснат. Правителството се евакуира, но Сталин решава да остане, въпреки че германските сили са само на 40 километра от града.
Гражданите на Москва помагат на Червената армия да построи противотанкови и противопехотни укрепления около и в града, множество барикади по улиците. Градското метро е превърнато в убежище от постоянните въздушни атаки на Луфтвафе.
Командващ на отбраната е маршал Георгий Жуков, който използва затворена отбранителна тактика, подкрепяна при евентуална контраатака от свежи бойни единици от Сибир.
Съветската контраатака започва на 5 – 6 декември 1941 година. В суровата руска зима, в началото на декември, добре екипираните за студовете съветски части, включително скибатальони, отблъскват немските войски, които са силно изтощени от тежките зимни условия и ги обръщат в бяг на 7 януари 1942 година.
Победата в Битката при Москва повдига бойния дух на Червената армия и на гражданите.
Москва е обявен за град герой през 1965 година.

## Ленинград
Блокадата на Ленинград от войските на фелдмаршал фон Лееб продължава от 8 септември 1941 до 27 януари 1944 г. (пробита от Червената армия на 18 януари 1943 г.). Блокирани са всички шосета и железопътни линии с изключение на „Пътя на живота“ минаващ през замръзналото Ладожко езеро.
Повече от 900 дни, жителите на града търпят невиждани лишения. Гладът и силните студове убиват цели семейства. Но въпреки това Ленинград не се предава. През 1945 година е обявен за град герой.

## Киев
В средата на август 1941 г., след превземането на Смоленск, немското командване приема стратегическо решение за развитие на операцията по завземането на територията на СССР, настъпвайки към Киев със съединенията на група армии „Юг“.
Маршал Семьон Будьони моли Сталин да изостави Киев и Днепърския район и нарежда да се готви отстъпление. В отговор Сталин праща знаменитата заповед № 270 – разстрел на място на предаващите се в плен и отстъпващи командири, както и репресиране на техните семейства.
На 14 септември по инициатива на Никита Хрушчов се събира военният съвет на Югозападното направление и дава на оперативния началник-щаб Баграмян устна заповед да готви отстъпление.
Заповедта идва късно и съветските войски попадат в обкръжение в триъгълника Киев – Черкас – Лохвица. Скоро голяма част от съветските войски за разбити и много от тях взети в плен. Опитите да се направи кръгова отбрана и да се противодейства на противника пропадат поради загубите и лошата подготовка на съветската армия.
Киев пада на 20 септември 1941 година.
В града остава само една дивизия – 4-та НКВД с командир полковник Ф. М. Мажирин, която минира мостовете, административните сгради и центъра на града, оставяйки го без ток и вода.
На 22 юни 1961 година на 20-годишнината от началото на Операция Барбароса Киев е обявен за град герой, награден е с орден „Ленин“ и в негова чест е създаден медал „За защитата на Киев“.

## Сталинград
Битката при Сталинград е един от повратните моменти на Втората световна война и е смятана за една от най-кръвопролитните и жестоки схватки в човешката история. Този сблъсък е белязан от жестокост с незачитане на броя на цивилните жертви и от двете воюващи страни.
Смята се, че общият брой на жертвите от битката достига между един и два милиона. В тази битка, силите на Оста губят около една четвърт от личния състав на военните си сили заети на Източния фронт, загуба от която така и не успяват да се възстановят.
Съветският съюз от своя страна, губи около един милион войници и население по време на битката, която става начало на изтласкването на силите на Оста от съветска територия и е един от основните фактори за крайна победа над Германската империя през 1945 г.
Обявен е за град герой през 1945 година.

## Севастопол
Черноморското пристанище Севастопол е най-силно укрепената крепост на Кримския полуостров през Втората световна война.
Германските и румънските войски атакуват града на 30 октомври 1941 година, навлизайки през покрайнините на града от север. Не успяват да превземат града и започват обсада съпътствана с тежки бомбардировки.
Вторият опит за превземане е през декември 1941 година, като отново срещат силен отпор от Червената армия и военноморските сили. Окончателното завземане на града става през юни 1942 година след половингодишна обсада. Особено тежки и кървави са сраженията през май 1942 година.
През 1945 година Севастопол е обявен за град герой.

## Одеса
В ранния август на 1941 г. черноморското пристанище Одеса, е атакувано от румънските войски, сражаващи се във Втората световна война на страната на Германия.
Сраженията се водят до 16 октомври. Червената армия успява да евакуира 15 000 цивилни преди да падне града.
Съветските партизани продължават да водят битки и след завладяването на града, но вече в катакомбите под града.
Обявен е за град герой през 1945 година.

## Брестка крепост (крепост герой)
Крепостта в Брест, Беларус се намира на новата наскоро определена граница между Германската империя и СССР. Тази граница е начертана от пакта Молотов – Рибентроп за преразпределение на Полша, подписан само седмици преди нахлуването на Вермахта в Полша през септември 1939 година.
Крепостта поема първия удар на група армии „Център“ на Германската армия на 22 юни 1941 година.
Със силен артилерийски огън, германските сили правят бързи опити да превземат крепостта, но Червеноармейците отбиват атаките.
Германската армия започват многодневна обсада на крепостта. Бресткият гарнизон, наброяващ 4000 офицери и войници, отблъсква атаките с цената на множество жертви, но и нанася немалко загуби на Вермахта.
Въпреки изненадващата атака и многобройното превъзходство в техника и жива сила в съотношение 10:1, откъснати от останалата част на страната, останали без вода, храна и амуниции червеноармейците опитват контраатака до последната минута. Въпреки използването на танкове и огнехвъргачки германската армия не успява да превземат цитаделата, но я превръщат в руини.
Тогава боят се пренася под земята из тунелите на крепостта. Битката приключва чак към края на юли, когато Вермахтът вече настъпва на стотици километри навътре в СССР.
Дори след края на обсадата, няколко войни продължават още месеци да не се предават, оставайки в подземията и така задържат гарнизон на германската армия.
Крепостта получава отличието град герой през 1965 година.

## Новоросийск
Град Новоросийск се намира на източния бряг на Черно море. Поема силна германска офанзива през лятото на 1942 година.
Напрегнати битки в покрайнините на града се водят през август и септември 1942. С много жертви Червената армия удържа източната част на залива, не давайки възможност на Кригсмарине да използва пристанището за да доставят провизии и амуниции на Вермахта.
Обявен е за град герой през 1973 година.

## Керч
Керч е пристанищен град на Кримския полуостров, който е мост към вътрешната част на южна Русия.
След масирани атаки на германските войски е превзет през ноември 1941 година.
На 30 декември 1941 година, Съветската войска отново превзема града с масирана военноморска и сухопътна атака.
През май 1942 г. Вермахтът отново окупира града. Съветските партизани обаче се окопават в стръмните чукари около града и удържат атаките до октомври 1942 г.
На 31 октомври 1943 година, когато Червената армия отново започва атака за възвръщане на града.
Руините останали от Керч са превзети от Червената армия окончателно на 11 април 1944 година.
Градът е обявен за град герой на 14 септември 1973 година.

## Минск
Град Минск (столица на Беларус днес) е обкръжен от германските сили в края на юни 1941 година. Хванати в капан от Вермахта, съветските войскови сили отчаяно се отбраняват. Битката за Минск продължава до 9 юли, когато червеноармейците се предават. Около 300 000 от тях попадат в плен.
Районът става един от центровете на най-активни действия с партизанското движение, действащо в тила на врага.
Минск е обявен за град герой през 1974 година.

## Тула
Тула е исторически руски град с важна военна промишленост.
Намира се на юг от Москва и е една от главните цели на германската офанзива към Москва между 24 октомври и 5 декември 1941 година.
Силно укрепения град удържа атаките на 2-ра танкова армия на генерал Хайнц Гудериан на южния фланг на отбраната на Москва, давайки по-късно сила на контра-атаката на Червената армия.
Обявен е за град герой през 1976 година.

## Мурманск
Град Мурманск се намира на полуостров Кола в Северозападната част на Европейска Русия, близо до Норвежката и Финландска граница и е със стратегическо значение като пристанище и индустрия.
То е и единственото Съветско пристанище на Северния бряг, което не замръзва през зимата, давайки възможност за жизненоважни доставки на юг.
Германските и Финландски войски атакуват града на 29 юни 1941 година, в самото начало на инвазията. Повече от 180 000 гранати и запалителни бомби са хвърлени над града, превръщайки града във факла. Упоритият отпор на Червената армия в тундрата и няколкото контраатаки карат германската армия да се откаже в края на октомври 1941 година. Неуспешен е и опитът им да овладеят железопътната връзка през Карелия.
Мурманск е награден със званието град герой през 1985 година.

## Смоленск
Край град Смоленск, намиращ се на пътя на германското настъпление срещу Москва, се разгръща една от най-свирепите битки в историята на Втората световна война, през лятото на 1941 година.
Германските бронирани дивизии от група армии „Център“, започват офанзивата на 10 юли 1941 година и обкръжават съветските части в района на града.
Съпротивата на обкръжените части е ожесточена, няколко пъти опитват контраатаки и успяват дори да евакуират някои от силите си извън обкръжението и да забавят Вермахта.
Битката завършва в началото на септември. Тежките боеве и многото жертви в Битката за Смоленск обаче дават така необходимото време на защитниците на Москва да се приготвят за битката за столицата.
Смоленск е обявен за град герой през 1985 година.

## Галерия
Съветски пощенски марки за градовете герои:
- Брест
- Киев
- Одеса
- Ленинград
- Москва
- Севастопол
- Сталинград